# Kangdong-gun
Kangdong-gun é uma das 19 regiões administrativas de Pyongyang, capital da Coreia do Norte.